# Sədərək (rajón)
Sədərək je rajón v Ázerbájdžánu, v Nachičevanské autonomní republice.
Hlavní město rajónu je Heydərabad, město pojmenované po prezidentu Hejdaru Alijevovi. Největším městem je Sadarak. V roce 2020 žilo v rajónu 16 100 obyvatel.
Sədərək je jediným ázerbájdžánským rajónem, který sousedí s Tureckem. Je s ním spojen mostem Umut Bridge (přezdíván jako "most naděje") přes řeku Araks. Přes tento most vede autobusová trasa Nakhchivan-Istanbul.
Rajón zahrnuje i exklávu Karki, která je kontrolována Arménií od První války o Náhorní Karabach.

## Etymologie
O původu jména rajónu kolují různé teorie. Jedna z nich říká, že Sədərək znamená v perštině "tři údolí". V Sədərək jsou opravdu tři údolí Chanagchichay, Chahannamdara a Bagirsag. Lingvisté spojují slovo s "sed rang", což znamená v perštině "sto barev". V arabštině, sedrak znamená místo, kde žije mnoho lidí. Ve 14. století byl rajón obydlen kmenem Saadli.